# 金閣寺放火事件
金阁寺放火事件是在1950年7月2日凌晨，发生于日本京都市鹿苑寺（又名金阁寺）的一宗纵火事件。在当时的日本引起轰动。

## 事件概要
1950年7月2日凌晨，京都市消防队收到火警，称鹿苑寺起火。等到消防队到了鹿苑寺的时候舍利殿（俗称金阁）已经燃起熊熊大火，消防队员無法靠近。这起纵火事件中并没有人员伤亡，但是舍利殿被全部烧毁，创建者室町幕府的第三代将军足利义满的木像，观音菩萨像和如来佛祖像以及众多古本佛经被焚毁。
经过事后调查，发现鹿苑寺的见习僧人林承贤（日语：／ Hayashi Shōken）在纵火事件后失踪。后来警方在寺院后面的左大文字山发现林承贤已经切腹，蹲坐在地上。经过抢救，林承贤捡回一条性命。

## 纵火动机
在警方向林承贤询问动机时，林承贤称自己是因为“世界太乱”以及“为了向社会报复”才纵火。但普遍认为林承贤身体虚弱，又有口吃，母亲对他的期望又很大，且寺院依靠游客的参观费来运营，管理人员比僧侣更有势力。这些复杂的感情纠缠在一起，使得林承贤最后纵火烧毁金阁。

## 后续
警方后来传召林承贤的母亲来京都，其母从警方口中得知事件的经过。因为其母受到了很大的冲击，所以出现了情绪不稳的情况，于是警方又传召其弟陪伴。但是最终其母还是在返家時，從行駛中的山陰本線列車跳下保津峽自杀。
经过对林承賢的精神鉴定，1950年12月28日，京都地方裁判所判处林承賢7年的惩役（坐牢加罰役）。在服刑期间，林承賢的病情加重，最终于1956年3月7日病逝。

## 重建鹿苑寺
根据在明治时代翻修时留下的图纸，鹿苑寺于1955年开始重建，即是今天的闻名世界的鹿苑寺舍利殿。但是比對昭和時期留下的照片，烧毁前的鹿苑寺舍利殿因为金箔剥落的原因，并不像重建后的舍利殿那样豪华。

## 与此次事件有关的文学作品
- 日本作家三岛由纪夫的《金阁寺》（1956）
- 日本作家水上勉的《金阁炎上》（1979）